# Klein Medhuizen
Klein Medhuizen (Fries: Lyts Midhuzen) is een buurtschap in de gemeente Noardeast-Fryslân, in de Nederlandse provincie Friesland. Klein Medhuizen ligt  Ee en Metslawier op de weg naar Oostrum. De buurtschap ligt rond de T-splitsing van Winia's Reed en de Grienewei. De laatste verbindt het met de buurtschap Groot Medhuizen. 

## Geschiedenis
De buurtschap Klein Medhuizen is waarschijnlijk wat later ontstaan dan Groot Medhuizen. Toen dat in 1491 werd vermeld sprak men namelijk van Mydhusum zonder meer. Die plaatsnaam zou erop duiden dat het een nederzetting was die in het midden lag, waarschijnlijk tussen Jouswier en Ee. In 1664 was er sprake van Cl. Medhuysen en Groot Medhuysen. In de 18e eeuw werd de buurtschap vermeld als Kleyn Medhuysen en Kl. Medhuisen.  In 1899 spreekt men van de gezamenlijke plaats Medhuizen, die onderverdeeld is in Klein en Groot Medhuizen.
De toevoegingen 'klein' en 'groot' aan de plaatsnamen duidt erop dat de ene kleiner en de andere groter was. Dit verschil is anno 2023 niet meer terug te zien. Klein Medhuizen lag tot de gemeentelijke herindeling van 1984 in de toenmalige gemeente Oostdongeradeel. Daarna viel het tot 2019 onder de gemeente Dongeradeel, waarna deze opging in de gemeente Noardeast-Fryslân.
Steden, dorpen en gehuchten: Aalsum · Anjum · Augsbuurt · Birdaard · Blija · Bornwird · Brantgum · Burum · Dokkum · Ee · Engwierum · Ferwerd · Foudgum · Genum · Hallum · Hantum · Hantumeruitburen · Hantumhuizen · Hiaure · Hogebeintum · Holwerd · Janum · Jislum · Jouswier · Kollum · Kollumerpomp · Kollumerzwaag · Lichtaard · Lioessens · Marrum · Metslawier · Munnekezijl · Moddergat · Morra · Nes · Niawier · Oosternijkerk · Oostmahorn · Oostrum · Oudwoude · Paesens · Raard · Reitsum · Ternaard · Triemen · Veenklooster · Waaxens · Wanswerd · Warfstermolen · Westergeest · Wetsens · Wierum · Zwagerbosch

Buurtschappen: Abbewier · Bartlehiem (deels) · Beintemahuis · Betterwird · Bollingawier · Bonte Hond · Bornwirdhuizen · Boteburen · Brandeburen · De Dellen · De Keegen · De Kolk · De Leegte · De Rijp · De Wirden · De Schans · Dijkshorne · Dokkumer Nieuwe Zijlen · Drieboerehuizen · Ezumazijl · Groot Medhuizen · Halfweg · Hallumerhoek · Hanenburg · Hantumerhoek · Huis ter Noord · Kettingwier · Klein Medhuizen · Kletterbuurt · Kollumeroudzijl · Krabburen · Laagland · Lutkewier · Molenbuurt · Nieuwland · Oudeterp · Oudwouderzijlen · Reidswal · Scharnehuizen · Stiem · Teerd · Teijeburen · Tergracht (deels) · Ter Lune · Tibma · Tilburen · Tiltjeburen · Vaardeburen · Veldburen · Vijfhuizen (Hallum) · Vijfhuizen (Ternaard) · Visbuurt · Weerdeburen · Westerburen · Westernijkerk · Wie · Wijgeest · Zevenhuizen

Streken: 't Schoor · Galilea · It Paradyske · Lutkelaard · Sibrandahuis · Steenharst · Steenvak · Wildpad (deels) · Zandbulten · Zwagerveen

Friesland: Steden en dorpen      Nederland: Provincies · Gemeenten